# 赵思运
赵思运（1967年11月—），男，汉族，山东郓城人。诗人、文学批评家、教授、研究生导师。

## 生平
1990年于曲阜师范大学中文系获文学学士学位，1999年华东师范大学中文系获文学硕士学位，2005年于华东师范大学中文系获文学博士学位。曾任浙江传媒学院文学院副院长，东南大学世界华文诗歌研究所兼职教授，浙江省现代文学研究会理事，浙江省当代文学研究会常务理事。著有诗集《我的墓志铭》、《六十四首》，专著《现代诗歌阅读》、《边与缘——新时期诗歌侧论》、《何其芳人格解码》等。

## 争议
2018年9月30日，赵思运在浙江传媒学院文学院2018年新生开学典礼上发表迎新致辞《道义担当不能成为稀缺精神》，提及公民和公共知识份子的社会责任。不过据媒体报道，10月12日浙江传媒学院党委对赵思运处以党内严重警告。该处分决定表示，赵思运在上述致辞中有不当用词，此外，其在2013年至2015年间，有转发和发表错误言论，并造成一定负面影响，因此对赵思运进行处分。